# Зимняя Спартакиада народов СССР 1974

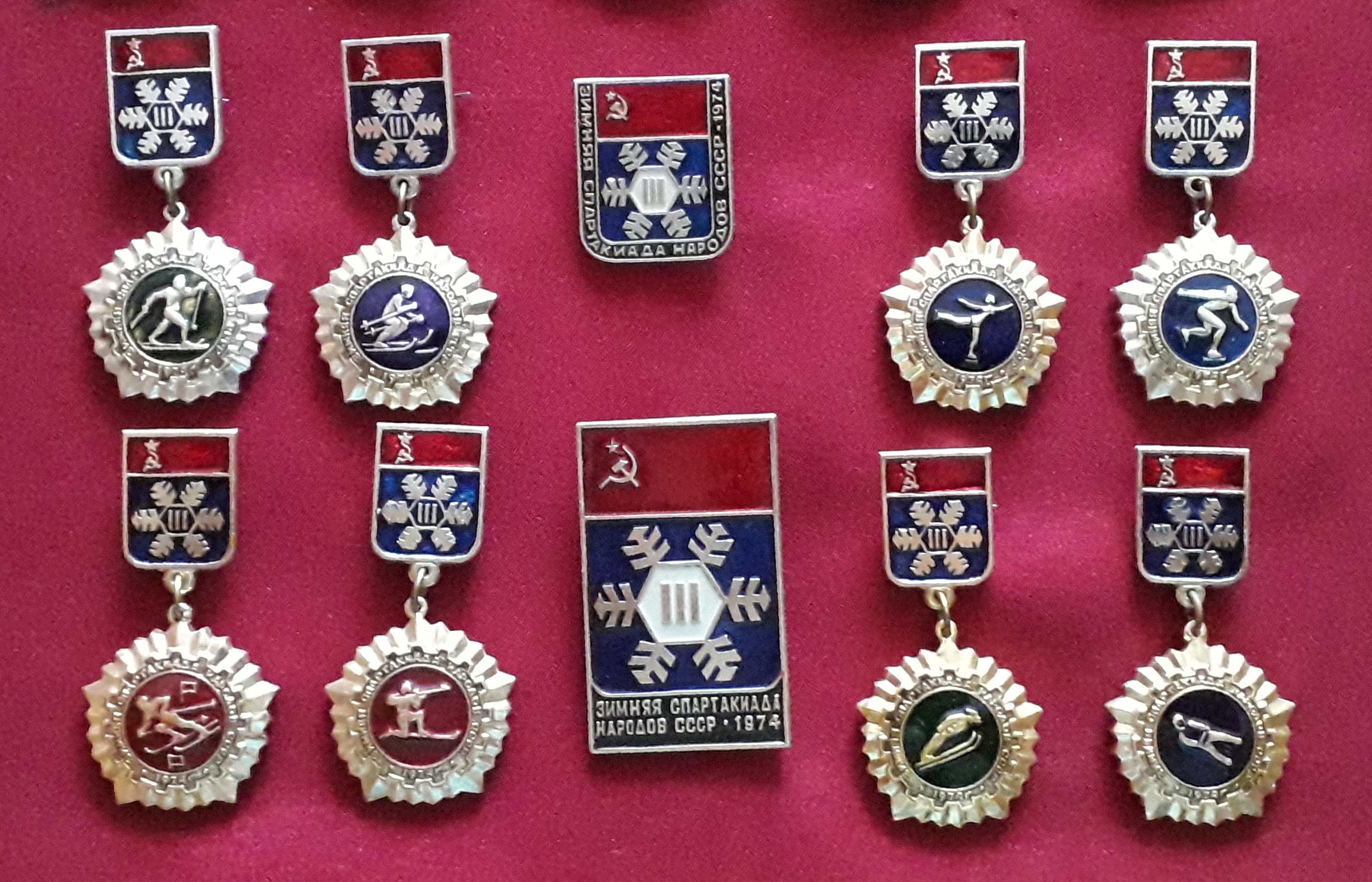
Значки с эмблемой и видами спорта III зимней Спартакиады народов СССР 1974 года

III зимняя Спартакиада народов СССР проходила в Свердловске и Бакуриани 7-17 марта 1974 года (финалы). В общей сложности участниками Спартакиады стали 20 миллионов советских спортсменов.
Чемпион Спартакиады одновременно получал звание чемпиона СССР.
Первый этап Спартакиады состоял из массовых соревнований в коллективах предприятий, колхозах, совхозах, учреждений, учебных заведений и воинских подразделений в течение всего 1973 года, а также начала 1974. На втором этапе состоялись Спартакиады районов, городов, областей и краев. На третьем — определились победители Спартакиад союзных республик и территориальных Спартакиад РСФСР. На первом этапе, а также на уровне районов и городов, участники соревновались без отрыва от работы и учёбы.
В Свердловске прошли финалы соревнований лыжников (на лыжной базе СКА), биатлонистов (на стрельбище «Динамо»), конькобежцев (на искусственной дорожке катка «Юность»), мастеров фигурного катания (во Дворце спорта профсоюзов). В Бакуриани — прыгунов с трамплина, саночников и горнолыжников.
Церемонии открытия (7 марта) из закрытия (17 марта) состоялись на Центральном стадионе в Свердловске. Впервые победу в комплексном зачете одержала команда Ленинграда, опередившая москвичей — победителей двух предыдущих спартакиад.

## Биатлон
16 марта Александр Тихонов (Новосибирская область, «Динамо») был первым в гонке на 20 км со стрельбой 1:22.11,65 (с 4 штрафными минутами).

## Конькобежный спорт
В конькобежном спорте Владимир Кащей (Ленинград, «Буревестник») стал чемпионом Спартакиады и СССР в спринтерском многоборье (сумма 164,975 очков), Валерий Муратов (Московская область, «Вооруженные силы») — на дистанции 500 м (результат 40,83 сек.), Юрий Кондаков (Свердловская область, «Физкультура и спорт») дважды — на дистанциях 1500 м (2 мин. 05,63 сек.) и 5000 м (7.46,57), Виктор Варламов (Башкирская АССР, «Буревестник») — 10 000 м (15.52,88), Т. Аверина (Горьковская область) выиграла трижды — в спринтерском многоборье (182,605), на дистанции 500 м (45,59) и 1500 м (2.24,38), Любовь Садчикова (Смоленская область, «Буревестник») — 1000 м (1.32,93), Нина Статкевич (Ленинград, «Труд»), — 3000 м (5.00,58).

## Лыжный спорт — Северные дисциплины
Динамовец из Коми АССР Василий Рочев завоевал три золотые медали в лыжном спорте (в том числе на 30 км — 1:40,01). Лыжница Г. Кулакова также завоевала три золота, в том числе на дистанции 5 км (17.30 сек.) 10 км (36 мин. 42.08 сек.). Победителями стали известные лыжники Р. Сметанина и Николай Бажуков. На дистанции 50 км с большим преимуществом более 5 минут лучшим стал Федор Симашев (Москва, Динамо) — 2:56.30,48. У женщин в эстафете 4 по 5 км первой стала команда РСФСР-1 (Зинаида Амосова, Раиса Сметанина, Алефтина Олюнина, Галина Кулакова) — 1:18.04. В прыжках с 90 метрового трамплина 16 марта лучшим стал Анатолий Жегланов (Ленинград, «Трудовые резервы») — 239,4 очка (прыжки на 107 и 104 м). В двоеборье первенствовал Валерий Копаев (Ленинград, «Локомотив») — 400,75.

## Горные лыжи
На северном склоне Кохты-1 в слаломе-гиганте у женщин победила Галина Шихова (Московская область) — 1.45,37.

## Фигурное катание
В фигурном катании первенствовали И. Роднина — А. Зайцев, 15 марта Л. Пахомова — А. Горшков, С. Волков, Людмила Баконина.